# Miss Italie (film, 1950)
Pour plus de détails, voir Fiche technique et Distribution.
Miss Italie (titre original : Miss Italia) est un  film italien de Duilio Coletti, sorti en 1950. 

## Synopsis
Le journaliste Massimo Lega a décidé de faire un reportage sur les candidates au titre de Miss Italie. Il rencontre plusieurs d’entre elles, chacune avec sa propre histoire et sa propre personnalité. Au reportage toutefois s’ajoutera une intrigue policière.

## Fiche technique
- Titre du film : Miss Italie
- Titre original : Miss Italia
- Réalisation : Duilio Coletti
- Scénario : Vittorio Nino Novarese et Fulvio Palmieri
- Photographie : Mario Bava
- Montage : Marino Girolami
- Musique : Felice Montagnini
- Costumes : Piero Gherardi
- Producteur : Antonio Mambretti et Carlo Ponti
- Production : ATA
- Pays d'origine :  Italie
- Langue : Italien
- Format : Noir et blanc — 35 mm — 1,37:1 — Son : Mono
- Genre : Comédie
- Durée : 102 minutes
- Dates de sortie : 
  - Italie : 15 février 1950
  - États-Unis : 9 mai 1952

## Distribution
- Gina Lollobrigida : Lisetta Minneci
- Richard Ney : Massimo Lega
- Constance Dowling : Lilly
- Luisa Rossi : Gabriella
- Carlo Campanini : Don Fernando
- Luigi Almirante : Cav. Minneci
- Umberto Melnati : Directeur du "Fotoromanzo"
- Marisa Vernati : Stena Randi
- Mario Besesti : Maire Favarelli
- Mino Doro : Guidi
- Lilia Landi : Carla
- Carlo Hintermann : Livio Toschi
- Mirella Uberti : Lucia
- Antonio Juva : Mario Vergani
- Barbara Leite : Nadia
- Odoardo Spadaro : Maître de cérémonie